# プレシャスメモリーズ
プレシャスメモリーズ（Precious Memories）は、ムービックとエンスカイから発売されているトレーディングカードゲーム。

## 概要
本作品は、作品の枠を超えたキャラクター同士がアプローチし合い、ポイント数で勝敗を決定するようになっている。キャラクター系の中でも競技性が強い。
レギュレーションによって、単一作品のみ、作品制限なし、2種作品混合、などカードの出身作品に応じて取り扱えるルールが区分けされる。
同メーカーが発売している別のTCGとして「プリズムコネクト」が存在する。
なおiOS向けのソーシャルゲームとなる「プレシャスメモリーズ ソーシャルエディション」が2013年10月にリリースされている。(現在はサービス終了している)

## ルール
出来る限り正確な記述を心がけていますが、最新のルール及び正確なルールブック&FAQは公式サイトを参照してください。

### 基本的なルール
- メインデッキは60枚。ガールズ&パンツァー　劇場版以降EXカードというものが新登場。それに伴いEXデッキが追加された。上限15枚。
- 互いのプレーヤーは相手のポイント置き場に7枚カードを置かせるか、相手デッキを0枚にすれば勝利となる。
  - 相手キャラがアプローチ（攻撃）に参加し、自分が妨害（防御）キャラを参加させた場合、退場判定を行う（詳しくはゲームの流れ―アプローチを参照）。自分が妨害キャラクターを参加させない場合、自分のデッキからカードを1枚ポイント置き場に送る。
- 同じカード（作品とカードナンバーが同じもの）はデッキに4枚までしか入れることが出来ない。
  - 「01-001a」のように、末尾に英文字のついているものは英文字がついていないカードと同一の物として扱う。

### カードの見方

#### カードの種類
キャラクターカード
攻撃、防御の基本となるカード。決められたコストを支払いメインエリア、もしくはサポートエリアに登場する。作品とカードナンバーが同じカードを同時に2体以上登場させることは出来ない。攻撃力を表すAP、防御力を表すDP表示がされているカードはメインエリアとサポートエリアどちらにも登場出来るが、APとDP表示のされていないカードはサポートエリアにのみ登場することが出来る（メインエリアには登場出来ない）。カードには特殊能力を持つものがあり、一定の条件（使用コストを払う、カードを休息状態にするなど）でテキストの使用（効果の発動）が出来る。

イベントカード
使用するとその場でカードに書かれた効果を及ぼすカード。その効果はカード毎に異なり、多岐にわたる。

サポートカード
場に出ているキャラクターカードにセットすることによって効果を発揮するカード。装備されているキャラが場を離れた（アプローチや妨害からの退場、イベントカードなどにより手札に戻る）とき、サポートカードは捨て札置き場に置かれる。
※なお、上記の条件、またはカードの効果なくして故意に場のカード（キャラクター・イベント・サポート）を破棄することは出来ない。
※サポートカードは同時に複数場に出ることが可能だが、1つのキャラに同じサポートカードを複数セットすることは出来ない。

#### 色
カードの枠の色で区別され、赤･青･黄･緑・紫・白の6種類が存在する。紫には特殊なルールがあり以下3つの中のどれか一つを満たしていないとプレイすることが出来ない。
①プレイするカードと同じ作品の紫を含んでコストを支払う。
②プレイするカードと同じ作品の赤、青、黄、緑の4色を含んでコストを支払う。
③プレイするカードと同じ作品の同じ名称のカードのみでコストを支払う。
白色は現状ポプテピピックのジョークカードと五等分の花嫁のタイトル、花嫁しか存在せず特殊なルールなどは特に存在しない。

#### 作品
出典のタイトルにより区別される。

※①『けいおん!』『けいおん!Part2』『けいおん!!Part1』『けいおん!!Part2』
※②『ひだまりスケッチ』『ひだまりスケッチ×365』『ひだまりスケッチ×ハニカム』：※①と※②は、それぞれが同じ1作品として扱う。

#### カード名称
カードの名称。

#### コスト
カードを使用するためのコスト。
使用コスト
キャラクターを登場させたり、イベントカードやテキストの使用するためには、使用するカードの左上に表示されている数字分だけ使用コスト（カードにはCOSTで表記）を払う必要がある。

発生コスト
使用コストと同等以上の発生コスト（カードには左上にSOURCEで表記）を手札から捨て札置き場に送るか、ポイント置き場に表向きで置かれたカードを裏向きにすることでその使用するカードのコストを払う。これらは手札とポイント置き場のカードを組み合わせての支払いも可能。
使用カードのコストを払うとき、そのコストを払うためのカードと使用するカードの「作品」が違う場合、両方の「カードの色」が同じにならなければその使用カードのコストを払えない。同じ作品のカードだけでデッキを組む場合は特にカードの色を考えなくてもよいが、デッキに2つ以上作品を混ぜて組む場合はこの「カードの色」をよく考えて組まなくてはならない。
〔コンビ〕を持つキャラクターカードのコストを払うとき、そのコストを払うためのカードのうち必ず1枚は、その〔コンビ〕カードの名称に含まれる「同じ作品かつ同じキャラクターの名前」を持つキャラクターカードで払わなくてはならない。

#### 特徴
キャラクターカードに存在する、そのカードの特徴。主にそのキャラクターの外見的な特徴・雰囲気・服装などが特徴として設定されている。1つのカードあたり0~4つの特徴を持ち、イベントカードやサポートカード、テキストにはこれらを指定してボーナスを与えたりやペナルティを与えるものが多い。

#### レアリティ
カードの貴重さを表す指標。レアリティはカードの右下に星型のマークで表示されている。なお、一部カードにはレアリティの表記自体がない。
コモン
星1つ。1パックにつき通常4~5枚封入されている。
アンコモン
星2つ。1パックにつき通常1~2枚封入されている。
レア
星3つ。1パックにつき1枚封入されている。
パラレル（ホイル、キラ）
ホイル状加工以外に区別するものは何も表示されていない。この仕様のカードが1パックに必ず1枚封入されている。カードの表面がホイル加工されており、通常のカードのパラレル仕様となっている。
プレミアム
星1~3つ。コモン･アンコモン･レアのパラレル仕様カード。通常のカードのホイル加工となっている。1パックにつき0~1枚封入されている。
スーパーレア
星4つ。なかなか出ない貴重なカード。全てのカードがパラレル仕様となっている。パック内にプレミアムの代わりに封入されていることがある。その場合、プレミアムは封入されていない。1ボックス（20パック）につき通常4枚封入されている。
スペシャルレア
星5つ。滅多に出ないとても貴重なカード。全てのカードがパラレル仕様となっており、加えて金箔のサインが入っている。上記パラレルと同じパックに封入されていることがある。1カートン（16ボックス）につき5枚封入（「けいおん！」シリーズの場合。作品によって変化）されている。
プロモーションカード
星は入っていない。通常のパックには封入されておらず、ポイントシールでの応募・イベントでの配布・大会の賞品などで配布される。また、通常スターター、ブースターには一切収録されていないカードナンバーが「P」で始まる限定プロモーションカードも存在する。ナンバー末尾が「b」のものは直筆サインカードである。

## 商品リスト
プロモーションカードが配布された作品には○を付けている。また、TV本放送にて番組提供の実績を残しているテレビアニメ作品にはタイトルを太字で表している。
スターターデッキ
- けいおん!（2010年5月28日発売）
- けいおん!Part2（2010年10月29日発売）
- ひだまりスケッチ（2010年12月24日発売）
- 化物語（2011年1月28日発売）
- けいおん!!Part1（2011年4月1日発売[2]）
- オオカミさんと七人の仲間たち（2011年4月29日発売）
- 侵略!イカ娘[3]（2011年4月29日発売）
- 百花繚乱サムライガールズ（2011年6月30日発売）
- 俺の妹がこんなに可愛いわけがない (2011年7月29日発売)
- 魔法少女まどか☆マギカ（2011年8月26日発売）
- WORKING!!（2011年9月30日発売）
- けいおん!!Part2（2011年11月25日発売）
- 電波女と青春男（2011年12月19日発売）
- あの日見た花の名前を僕達はまだ知らない。（2011年12月22日発売）
- Aチャンネル（2012年1月27日発売）
- ましろ色シンフォニー（2012年2月29日発売）
- まよチキ!（2012年2月29日発売）
- ゆるゆり[4]（2012年3月30日発売）
- カーニバル・ファンタズム（2012年4月27日発売）
- とらドラ!（2012年7月27日発売）
- 夏色キセキ（2012年10月26日発売）
- 偽物語（2012年11月23日発売）
- AKB0048（2013年1月25日発売）
- 生徒会の一存 Lv.2（2013年2月22日発売）
- 初音ミクPart1（2013年3月9日発売）
- ココロコネクト（2013年3月29日発売）
- ガールズ&パンツァー（2013年4月26日発売）
- 恋と選挙とチョコレート（2013年5月31日発売）[5]
- 魔法使いの夜（2013年7月26日発売）
- 初音ミクPart2（2013年8月31日発売）
- さくら荘のペットな彼女（2013年9月27日発売予定）
- 俺の彼女と幼なじみが修羅場すぎる（2013年10月25日発売予定）

ブースターパック
- ○けいおん!（2010年5月28日発売）
- ○ひだまりスケッチ（2010年9月10日発売）
- ○けいおん!Part2（2010年11月26日発売）
- ○化物語（2011年1月28日発売）
- ○刀語（2011年2月25日発売）
- ○けいおん!!Part1（2011年4月1日発売[2]）
- ○オオカミさんと七人の仲間たち（2011年4月29日発売）
- ○侵略!イカ娘[3]（2011年4月29日発売）
- ○百花繚乱サムライガールズ（2011年6月30日発売）
- ○俺の妹がこんなに可愛いわけがない（2011年7月29日発売）
- ○魔法少女まどか☆マギカ（2011年8月26日発売）
- ○WORKING!!（2011年9月30日発売[6]）
- けいおん!!Part2（2011年11月25日発売）
- ○電波女と青春男（2011年12月19日発売）
- ○あの日見た花の名前を僕達はまだ知らない。（2011年12月22日発売）
- ○Aチャンネル（2012年1月27日発売）
- ○ましろ色シンフォニー（2012年2月29日発売）
- ○まよチキ!（2012年2月29日発売）
- ○ゆるゆり（2012年3月30日発売）
- ○カーニバル・ファンタズム（2012年4月27日発売）
- ○神様のメモ帳（2012年5月25日発売）
- ○とらドラ!（2012年7月27日発売）
- 侵略!?イカ娘[3]（2012年9月28日発売）
- ○夏色キセキ（2012年10月26日発売）
- 偽物語（2012年11月23日発売）
- ひだまりスケッチPart.2（2012年12月7日発売）
- ○AKB0048（2013年1月25日発売）
- 生徒会の一存 Lv.2（2013年2月22日発売）
- ココロコネクト（2013年3月29日発売）
- ガールズ&パンツァー（2013年4月26日発売）
- 恋と選挙とチョコレート（2013年5月31日発売）[5]
- 劇場版 魔法少女まどか☆マギカ（2013年6月28日発売）
- 魔法使いの夜（2013年7月26日発売）
- 初音ミクPart2（2013年8月31日発売）
- さくら荘のペットな彼女（2013年9月27日発売）
- 俺の彼女と幼なじみが修羅場すぎる（2013年10月25日発売）
- みなみけ（2013年11月29日発売）
- アマガミSS+plus（2013年12月27日発売）
- ささみさん＠がんばらない（2013年12月27日発売）
- きんいろモザイク（2014年2月21日発売）
- 恋愛ラボ（2014年4月4日発売）
- やはり俺の青春ラブコメはまちがっている。（2014年6月6日発売）
- カードキャプターさくら（2014年8月8日発売）
- 物語シリーズ セカンドシーズン（2014年9月19日発売）
- 劇場版魔法少女まどか☆マギカ 叛逆の物語（2014年10月17日発売）
- 咲-Saki-全国編（2014年12月5日発売）
- ハナヤマタ（2015年2月20日発売）
- 初音ミク（2015年3月9日発売）
- SHIROBAKO（2015年4月24日発売）
- 冴えない彼女の育てかた（2015年6月26日発売）
- <物語>シリーズ（2015年7月31日発売）
- ハロー!!きんいろモザイク （2015年10月9日発売）
- やはり俺の青春ラブコメはまちがっている。続（2015年12月4日発売）
- がっこうぐらし（2016年2月12日発売）
- WORKING!!（2016年4月15日発売）
- 学園都市アスタリスク（2016年5月27日発売）
- ハイスクールＤ×Ｄ ＢｏｒＮ（2016年7月8日発売）
- ガールズ＆パンツァー　劇場版（2016年8月26日発売）
- とある科学の超電磁砲＆とある科学の超電磁砲Ｓ（2016年11月11日発売）
- NEW GAME!（2017年1月20日発売）
- ハンドシェイカー（2017年4月28日発売）

- ハイスクール・フリート（2017年6月23日発売）
- 結城友奈は勇者である（2017年8月25日発売）
- 劇場版 魔法科高校の劣等生 星を呼ぶ少女（2017年11月17日発売）
- ノーゲーム・ノーライフ ゼロ（2018年2月23日発売）
- エロマンガ先生（2018年3月30日発売）
- 結城友奈は勇者である -鷲尾須美の章-/-勇者の章-（2018年6月29日発売）
- NEW GAME!!（2018年7月27日発売）
- フレームアームズ・ガール（2018年8月24日発売）
- ゆるキャン△（2018年9月28日発売）
- ハイスクールＤ×Ｄ HERO（2018年12月21日発売）
- STEINS;GATE（2019年1月25日発売）
- ポプテピピック（2019年2月22日発売）
- はたらく細胞（2019年3月22日発売）
- SSSS.GRIDMAN（2019年4月26日発売）
- RELEASE THE SPYCE（2019年5月24日発売）
- ゾンビランドサガ（2019年6月28日発売）
- ケムリクサ（2019年7月26日発売）
- ガールズ＆パンツァー 最終章（2019年9月13日発売）
- 劇場版 ダンジョンに出会いを求めるのは間違っているだろうか ―オリオンの矢―（2019年9月27日発売）
- 八月のシンデレラナイン（2019年10月25日発売）
- かぐや様は告らせたい～天才たちの恋愛頭脳戦～（2019年11月29日発売）
- グランベルム（2020年1月24日発売）
- 五等分の花嫁（2020年2月28日発売）
- まちカドまぞく（2020年3月27日発売）
- 劇場版「SHIROBAKO」（2020年4月24日発売）
- ぼくたちは勉強ができない！（2020年5月29日発売）
- 俺を好きなのはお前だけかよ（2020年6月26日発売）
- 私、能力は平均値でって言ったよね！（2020年7月24日発売）
- ネコぱら（2020年8月28日発売）
- 傷物語（2020年10月23日発売）
- ダンジョンに出会いを求めるのは間違っているだろうかⅡ（2020年12月18日発売）
- やはり俺の青春ラブコメはまちがっている。完（2021年3月26日発売）
- 魔法科高校の劣等生 来訪者編（2021年4月30日発売）
- おちこぼれフルーツタルト（2021年8月27日発売）
- ダンジョンに出会いを求めるのは間違っているだろうかⅢ（2021年9月24日発売）

スペシャルパック
- 化物語（2011年9月30日発売[7]）
- ひだまりスケッチ（2010年11月11日発売）
- 魔法少女まどか☆マギカ（2011年11月11日発売）
- WORKING'!!（2012年6月29日発売）
- ○映画けいおん!（2012年8月31日発売）
- 俺の妹がこんなに可愛いわけがない。（2012年12月7日発売）
- ゆるゆり♪♪（2013年9月13日発売予定）

きゃらスリーブコレクションデラックス

| 発売日         | 作品名                                         | 備考              |
| -------------- | ---------------------------------------------- | ----------------- |
| 2015年05月15日 | ゆるゆり♪♪                                     |                   |
| 2015年10月30日 | 咲-Saki-全国編                                 |                   |
| 2015年11月20日 | ガールズ＆パンツァー                           |                   |
| 2015年12月04日 | あの日見た花の名前を僕達はまだ知らない。       |                   |
| 2016年01月22日 | 恋愛ラボ                                       |                   |
| 2016年02月26日 | 咲-Saki-全国編                                 | Part2             |
| 2016年03月25日 | ささみさん＠がんばらない                       |                   |
| 2016年04月22日 | 俺の妹がこんなに可愛いわけがない。             |                   |
| 2016年06月17日 | けいおん！                                     |                   |
| 2016年07月15日 | がっこうぐらし                                 |                   |
| 2016年09月23日 | SHIROBAKO                                      |                   |
| 2016年12月09日 | 学園都市アスタリスク                           |                   |
| 2017年02月17日 | ハロー!!きんいろモザイク                       |                   |
| 2017年03月31日 | ハイスクールD×D BorN                           |                   |
| 2017年09月08日 | NEW GAME!                                      |                   |
| 2017年10月27日 | SHIROBAKO                                      | Part2             |
| 2017年12月08日 | ハンドシェイカー                               |                   |
| 2018年01月26日 | ハイスクール・フリート                         |                   |
| 2018年06月29日 | やはり俺の青春ラブコメはまちがっている。続     |                   |
| 2018年07月27日 | 劇場版 魔法科高校の劣等生 星を呼ぶ少女         |                   |
| 2018年11月09日 | エロマンガ先生                                 |                   |
| 2018年11月09日 | ノーゲーム・ノーライフ ゼロ                    |                   |
| 2019年01月25日 | とらドラ!                                      |                   |
| 2019年02月22日 | とらドラ!                                      | Part2             |
| 2019年03月22日 | とらドラ!                                      | Part3             |
| 2019年04月26日 | 劇場版 魔法少女まどか☆マギカ[新編]叛逆の物語   |                   |
| 2019年08月09日 | ハナヤマタ                                     |                   |
| 2019年08月30日 | ひだまりスケッチ                               | Part1 Part2 Part3 |
| 2019年10月11日 | Aチャンネル                                    | Part1 Part2       |
| 2019年11月08日 | がっこうぐらし！                               | Part2             |
| 2019年01月17日 | 結城友奈は勇者である -鷲尾須美の章-/-勇者の章- |                   |
| 2020年02月21日 | 劇場版 ハイスクール・フリート                  |                   |
| 2020年03月27日 | ガールズ＆パンツァー 最終章                    |                   |
| 2020年03月27日 | ゆるキャン△                                    |                   |
| 2020年06月12日 | ゆるゆり、 Part1,Part2                         | Part1 Part2       |
| 2020年06月12日 | ましろ色シンフォニー Part1,Part2               | Part1 Part2       |
| 2020年09月25日 | とある科学の超電磁砲T Part1,Part2              | Part1 Part2       |
| 2020年10月23日 | 初音ミク Part1,Part2,Part3                     | Part1 Part2 Part3 |
| 2021年01月09日 | ガールズ＆パンツァー 最終章 Part2,Part3        | Part2 Part3       |
| 2021年04月09日 | 俺の妹がこんなに可愛いわけがない               | Part1 Part2 Part3 |
| 2021年06月25日 | NEW GAME!!                                     | Part1 Part2 Part3 |
| 2021年12月03日 | 映画「けいおん！」Part2,Part3                  | Part2 Part3       |
| 2022年01月28日 | 劇場版「きんいろモザイクThank you!!」          |                   |

## 参加作品
発売決定分も含む。
- 「けいおん!」シリーズ
  - けいおん!
  - けいおん!!
  - 映画けいおん!
- 「ひだまりスケッチ」シリーズ
  - ひだまりスケッチ
  - ひだまりスケッチ×365
  - ひだまりスケッチ×☆☆☆
  - ひだまりスケッチ×ハニカム
- 〈物語〉シリーズ
  - 化物語
  - 偽物語
  - 〈物語〉シリーズ セカンドシーズン
  - 憑物語
- 刀語
- オオカミさんと七人の仲間たち
- 「侵略!イカ娘」シリーズ
  - 侵略!イカ娘
  - 侵略!?イカ娘
- 「百花繚乱 サムライガールズ」シリーズ
  - 百花繚乱 サムライガールズ
  - 百花繚乱 サムライブライド
- 「俺の妹がこんなに可愛いわけがない」シリーズ
  - 俺の妹がこんなに可愛いわけがない
  - 俺の妹がこんなに可愛いわけがない。
- 「魔法少女まどか☆マギカ」シリーズ
  - 魔法少女まどか☆マギカ
  - 劇場版 魔法少女まどか☆マギカ
  - 魔法少女まどか☆マギカ オンライン
  - 劇場版 魔法少女まどか☆マギカ[新編]叛逆の物語
- 「WORKING!!」シリーズ
  - WORKING!!
  - WORKING'!!
  - WORKING!!!
- 電波女と青春男
- あの日見た花の名前を僕達はまだ知らない。
- Aチャンネル
- ましろ色シンフォニー
- まよチキ!
- 「ゆるゆり」シリーズ
  - ゆるゆり
  - ゆるゆり♪♪
  - ゆるゆり なちゅやちゅみ!
- 神様のメモ帳
- カーニバル・ファンタズム
- とらドラ!
- 恋と選挙とチョコレート
- ココロコネクト
- AKB0048
- 夏色キセキ
- ClariS
- 生徒会の一存 Lv.2
- 初音ミク
- 「ガールズ&パンツァー」シリーズ
  - ガールズ&パンツァー
  - ガールズ&パンツァー 劇場版
- 俺の彼女と幼なじみが修羅場すぎる
- ささみさん@がんばらない
- 「MF文庫J」シリーズ[8]
  - 精霊使いの剣舞（原作イラスト版）
  - 豚は飛んでもただの豚?
  - 初体験にオススメな彼女
  - 詠う少女の創楽譜
  - 疾走れ、撃て!
  - おれと一乃のゲーム同好会活動日誌
  - 101番目の百物語
  - そんな遊びはいけません!
  - 学戦都市アスタリスク(原作イラスト版）
  - 白銀の救世機
- さくら荘のペットな彼女
- 「ファミ通文庫」シリーズ[9]
  - “B.A.D.”Beyond Another Darkness 繭墨あざか
  - 四百二十連敗ガール 毒空木美也子
  - 犬とハサミは使いよう 夏野霧姫
  - ココロコネクト 稲葉姫子
  - ヒカルが地球にいたころ…… 式部帆夏
  - バカとテストと召喚獣 木下秀吉
  - 覇剣の皇姫アルティーナ アルティーナ
  - サイコメ 氷河煉子
  - ドレスな僕がやんごとなき方々の家庭教師様な件 聖羅＝シルヴィーン
  - 龍ヶ嬢七々々の埋蔵金 龍ヶ嬢七々々
  - 黒鋼の魔紋修復士 ヴァレリア
  - ものぐさ寝猫の怠惰な探偵帖 夜見坂寝猫
- 魔法使いの夜
- 超次元ゲイム ネプテューヌ[8]
- 恋愛ラボ
- 「みなみけ」シリーズ
  - みなみけ
  - みなみけ おかわり
  - みなみけ おかえり
  - みなみけ ただいま
- アマガミSS+ plus
- 「きんいろモザイク」シリーズ
  - きんいろモザイク
  - ハロー!きんいろモザイク
- 「やはり俺の青春ラブコメはまちがっている。」シリーズ
  - やはり俺の青春ラブコメはまちがっている。
  - やはり俺の青春ラブコメはまちがっている。続
- カードキャプターさくら
- 咲-Saki- 全国編
- ハナヤマタ
- SHIROBAKO
- 冴えない彼女の育てかた
- NEW GAME![8]
- 城下町のダンデライオン[8]
- がっこうぐらし!
- 天使の3P![8]
- 血界戦線[8]

## キャンペーン
- 大手コンビニエンスストアチェーンのローソンにて、2012年2月17日より期間限定でアサヒ飲料の缶コーヒー「WONDA」6缶パックにプレシャスメモリーズ『魔法少女まどか☆マギカ』のPRカードが付属するキャンペーンを全国店舗で行った[10]。好評のうちに終了したが販売形態を変えて3月に再発売が決定し、1ケース30本につき全10枚付きで流通している。